# John Leslie (porrskådespelare)
John Leslie, ursprungligen John Leslie Nuzo, född 25 januari 1945 i Pittsburgh, död 5 december 2010 i Mill Valley, var en amerikansk porrskådespelare, -regissör och -filmproducent. 
Han inledde 1973 sin karriär inom pornografisk film och den sista filmen han medverkade i kom ut 2002. Hans sista film som regissör gavs ut 2006. 
Som skådespelare medverkade han i filmer som Baby Face (1977), Breaking It (1984), Amber Waves (1992) och The Voyeur 17 (2000). 